# Unciaal 0121b
Unciaal 0121b (Gregory-Aland), is een van de Bijbelse handschriften in de Griekse taal. Het dateert uit de 10e eeuw en is geschreven met uncialen op perkament.

## Beschrijving
Het bevat de tekst van het Brief aan de Hebreeën 1,1-4,3; 12,20-13,25. De gehele codex bestaat uit 2 bladen (26 × 21 cm) en werd geschreven in twee kolommen per pagina, 45 regels per pagina.
De Codex geeft de gemengde tekst weer, Kurt Aland plaatste de codex in Categorie III.

## Geschiedenis
De Codex werd beschreven door Maius, Wettstein, Griesbach, Bengel, Samuel Prideaux Tregelles, en Konstantin von Tischendorf.
Het handschrift bevindt zich in de Universiteit Hamburg (Cod. 50), in Hamburg.